# Melanchroia cephise
Melanchroia cephise là một loài bướm đêm trong họ Geometridae.